# Chalcura purpura
Chalcura purpura är en stekelart som först beskrevs av Girault 1913.  Chalcura purpura ingår i släktet Chalcura och familjen Eucharitidae. Inga underarter finns listade i Catalogue of Life.